# Afrorthocerus interruptus
Afrorthocerus interruptus es una especie de coleóptero de la familia Zopheridae.

## Distribución geográfica
Habita en el Congo, Kinshasa.